# جيم هاي
جيم هاي هو لاعب هوكي الجليد كندي، ولد في 15 مايو 1931 في ساسكاتون في كندا، وتوفي في 17 مايو 2018.

## وصلات خارجية
- جيم هاي على موقع دوري الهوكي الوطني (الإنجليزية)
- جيم هاي على موقع قاعة مشاهير الهوكي (لاعب أن.إتش.أل) (الإنجليزية)
- جيم هاي على موقع EliteProspects.com (الإنجليزية)
- جيم هاي على موقع HockeyDB.com (الإنجليزية)
- جيم هاي على موقع Hockey-Reference.com (الإنجليزية)